# Iva Knapová
Iva Knapová, dříve Kalibánová, rozená Kusynová (* 2. července 1960 Pardubice) je bývalá československá reprezentantka v orientačním běhu. Je nejúspěšnější pardubickou závodnicí na mezinárodním poli. V roce 1983 získala na mistrovství světa v závodě štafet stříbro a o čtyři roky později také bronz. Českou republiku reprezentovala také na MS v lyžařském OB 1984 v Itálii.
Je několikanásobnou mistryní ČSSR i ČR. Skvělých výsledků dosahuje i ve veteránských kategoriích, např. v roce 1998 byla na veteránském MS bronzová. Dlouhodobě patří k domácí špičce, v letech 2008 a 2009 vyhrála Český pohár veteránů. Závodí za klub OK Lokomotiva Pardubice.
Její dcera Jana Knapová je rovněž oporou české reprezentace v orientačním běhu.

## Sportovní kariéra

### Umístění na MS
| Umístění na Mistrovství světa v orientačním běhu | Umístění na Mistrovství světa v orientačním běhu | Umístění na Mistrovství světa v orientačním běhu |
| Ročník                                           | Long                                             | Štafety                                          |
| ------------------------------------------------ | ------------------------------------------------ | ------------------------------------------------ |
| WOC 1983                                         | 32. místo                                        | 2. místo                                         |
| WSOC 1984                                        | 24. místo                                        | 4. místo                                         |
| WOC 1985                                         | 32. místo                                        | 5. místo                                         |
| WOC 1987                                         | 45. místo                                        | 3. místo                                         |

### Umístění na MČSR
| Umístění na Mistrovství Československa v orientačním běhu | Umístění na Mistrovství Československa v orientačním běhu | Umístění na Mistrovství Československa v orientačním běhu | Umístění na Mistrovství Československa v orientačním běhu | Umístění na Mistrovství Československa v orientačním běhu | Umístění na Mistrovství Československa v orientačním běhu | Umístění na Mistrovství Československa v orientačním běhu | Umístění na Mistrovství Československa v orientačním běhu |
| Ročník                                                    | Kategorie                                                 | Klasická trať                                             | Krátká trať                                               | Dlouhá trať                                               | Noční                                                     | Členství v klubu                                          |                                                           |
| --------------------------------------------------------- | --------------------------------------------------------- | --------------------------------------------------------- | --------------------------------------------------------- | --------------------------------------------------------- | --------------------------------------------------------- | --------------------------------------------------------- | --------------------------------------------------------- |
| MČSR 1979                                                 | D19 – juniorky                                            | 5. místo                                                  |                                                           |                                                           |                                                           | OK Lokomotiva Pardubice                                   |                                                           |
| MČSR 1980                                                 | D19 – juniorky                                            |                                                           | 2. místo                                                  |                                                           |                                                           |                                                           |                                                           |
| MČSR 1981                                                 | D21 – ženy                                                | disk                                                      | 5. místo                                                  | 12. místo                                                 |                                                           |                                                           |                                                           |
| MČSR 1982                                                 | D21 – ženy                                                | 6. místo                                                  | 5. místo                                                  |                                                           |                                                           |                                                           |                                                           |
| MČSR 1983                                                 | D21 – ženy                                                |                                                           | 3. místo                                                  |                                                           |                                                           |                                                           |                                                           |
| MČSR 1983                                                 | D21 – ženy                                                | 7. místo                                                  |                                                           |                                                           | OK Lokomotiva Pardubice                                   |                                                           |                                                           |
| MČSR 1984                                                 | D21 – ženy                                                | 9. místo                                                  |                                                           |                                                           | OOB VŠP Hradec Králové                                    |                                                           |                                                           |
| MČSR 1985                                                 | D21 – ženy                                                | 4. místo                                                  | 3. místo                                                  |                                                           | OK Lokomotiva Pardubice                                   |                                                           |                                                           |
| MČSR 1986                                                 | D21 – ženy                                                | 3. místo                                                  |                                                           |                                                           | OK Lokomotiva Pardubice                                   |                                                           |                                                           |
| MČSR 1987                                                 | D21 – ženy                                                | 7. místo                                                  | 6. místo                                                  |                                                           | OK Lokomotiva Pardubice                                   |                                                           |                                                           |
| MČSR 1988                                                 | D21 – ženy                                                | 1. místo                                                  | 1. místo                                                  |                                                           | OK Lokomotiva Pardubice                                   |                                                           |                                                           |
| MČSR 1991                                                 | D19 (21) – ženy                                           | 12. místo                                                 | 25. místo                                                 |                                                           |                                                           | OK Lokomotiva Pardubice                                   |                                                           |
| MČSR 1992                                                 | D19 (21) – ženy                                           | 6. místo                                                  | 4. místo                                                  |                                                           |                                                           | OK Lokomotiva Pardubice                                   |                                                           |

### Umístění na MČR
| Umístění na Mistrovství České republiky v orientačním běhu | Umístění na Mistrovství České republiky v orientačním běhu | Umístění na Mistrovství České republiky v orientačním běhu | Umístění na Mistrovství České republiky v orientačním běhu | Umístění na Mistrovství České republiky v orientačním běhu | Umístění na Mistrovství České republiky v orientačním běhu | Umístění na Mistrovství České republiky v orientačním běhu | Umístění na Mistrovství České republiky v orientačním běhu |
| Ročník                                                     | Kategorie                                                  | Klasická trať                                              | Krátká trať                                                | Dlouhá trať                                                | Noční                                                      | Členství v klubu                                           |                                                            |
| ---------------------------------------------------------- | ---------------------------------------------------------- | ---------------------------------------------------------- | ---------------------------------------------------------- | ---------------------------------------------------------- | ---------------------------------------------------------- | ---------------------------------------------------------- | ---------------------------------------------------------- |
| MČR 1994                                                   | D21 – ženy                                                 |                                                            |                                                            | 8. místo                                                   |                                                            | OK Lokomotiva Pardubice                                    |                                                            |
| MČR 1996                                                   | D21 – ženy                                                 | 3. místo                                                   | 5. místo                                                   | 6. místo                                                   |                                                            | OK Lokomotiva Pardubice                                    |                                                            |
| MČR 1997                                                   | D21 – ženy                                                 | 8. místo                                                   | 14. místo                                                  | 3. místo                                                   |                                                            | OK Lokomotiva Pardubice                                    |                                                            |
| MČR 1998                                                   | D21 – ženy                                                 | 19. místo                                                  |                                                            | 18. místo                                                  |                                                            | OK Lokomotiva Pardubice                                    |                                                            |